# Erlöser-Verklärungs-Kirche (Oral)
Die Erlöser-Verklärungs-Kirche (russisch Спасо-Преображенский храм) ist eine russisch-orthodoxe Kirche in der westkasachischen Stadt Oral. Sie befindet sich im Norden der Stadt in einem ehemaligen Friedhof. Erbaut wurde die Kirche von 1887 bis 1888 mit Hilfe privater Spenden.

## Geschichte
Die Erlöser-Verklärungs-Kirche wurde durch private Spenden und die Betreuung des Polizeichefs von Oral, dem damaligen Priester und einem heutigen Ehrenbürger der Stadt möglich. Grundsteinlegung für den Bau der neuen Friedhofskirche war im Juni 1887. Bereits nach fast einem Jahr Bauzeit wurde die Kirche am 31. Juli 1888 vom Bischof von Orenburg und Oral eingeweiht.
In der Nähe der Kirche wurde 1950 ein Denkmal für die Soldaten aus Oral, die im Zweiten Weltkrieg gefallen sind, aufgestellt. Seit 1985 ist der Friedhof, der in der Mitte des 19. Jahrhunderts gegründet wurde, geschlossen.

## Beschreibung
Das Kirchengebäude weist die Form eines Zentralbaus mit Glockenturm auf. An den zentralen Teil wurden in der Mitte des 20. Jahrhunderts Anbauten hinzugefügt. Der zentrale Teil wird nach oben hin von einer Kuppel abgeschlossen, an den vier Ecken befinden sich weitere kleine vier Türmchen mit Kuppeln. Auf allen Kuppeln befinden sich russische Kreuze, die Symbole der russisch-orthodoxen Kirche. Die Fassade ist mit Malereien verziert. Über dem Eingang befindet sich so eine Abbildung der Verklärung des Herrn und rechts und links davon sind Jesus Christus und die Jungfrau Maria abgebildet.